# Wifileaks
Wifileaks je projekt redaktora portálu Živě.cz Jakuba Čížka. Cílem projektu je vytvořit databázi Wi-Fi sítí v České republice, a zjistit, jaké zabezpečení se používá nejčastěji, kde je výskyt Wi-Fi sítí nejhustší a kde naopak na žádné nejsou.

## Výsledky projektu
- Zjištění, že pouze 44% sítí je k srpnu 2014 zabezpečeno technologií WPA2[1] (41% v květnu 2013)[2]
- Stanovena četnost SSID – nejčastější SSID je: VOIP, Internet, dlink[1][3]
- Návrh na využití Wi-Fi routerů jako záložního systému při katastrofách[4] (vyžadovalo by změnu standardu IEEE 802.11)